# Tristan Solier
Pour les articles homonymes, voir Solier.
Tristan Solier, de son vrai nom Paul-Albert Cuttat né le 4 juillet 1918 à Porrentruy et mort le 26 avril 1998 dans la même ville, est un poète suisse.

## Biographie
Fils de pharmacien et pharmacien de profession, il a également étudié les beaux-arts à Bâle. Il est actif dans la diffusion des auteurs jurassiens, notamment avec sa participation à l'Anthologie jurassienne. Il est lui-même poète, éditeur, peintre, dessinateur et illustrateur ; à ce titre, il a collaboré à un grand nombre d'ouvrages, notamment les livres de son frère Jean Cuttat ou encore de Pierre-Olivier Walzer.
Il a été animateur de la troupe des Malvoisins, de 1950 à 1960, puis de nouveau de 1965 à 1976, portant sur les planches les poètes surréalistes.
Son nom de plume lui serait venu après le décès de son fils, enterré au cimetière de Porrentruy, au lieu-dit appelé "en Solier". Par la suite, toute la démarche de l'artiste sera centrée autour d'un rapport à la fois traumatique et subversif à la mort, prise dans sa dimension métaphysique et sociale.

### Œuvres littéraires
- Les cahiers de Mélusine
- Non
- Alpha-Bête
- Les horloges de l'impatience
- Aphorismes feutrés grinçants